# شاخه‌دارسانان
شاخه‌دارسانان(نام علمی: Cladophorales) نام یک راسته از شاخه سبزتباران است.